# کوه بن (کنارک)
کوه بن (کنارک)، روستایی از توابع بخش زرآباد شهرستان کنارک در استان سیستان و بلوچستان ایران است.

## جمعیت
این روستا در دهستان کاروان قرار دارد و براساس سرشماری مرکز آمار ایران در سال ۱۳۸۵، جمعیت آن ۱۱۹ نفر (۳۱خانوار) بوده‌است.